# Harold al II-lea al Angliei
Harold al II-lea al Angliei (Harold Godwinson);  (n. 1022, Essex, Anglia, Regatul Unit – d. 14 octombrie 1066, Hastings, Anglia, Regatul Unit) a fost ultimul Anglo-Saxon încoronat rege al Angliei. A domnit între 5 ianuarie și 14 octombrie 1066 când a fost ucis în Bătălia de la Hastings.

## Ascendență
Tatăl lui Harold a fost Godwin, puternicul Conte de Wessex despre care se crede că era fiul lui Wulfnoth Cild, Thegn de west Sussex.
Godwin a fost căsătorit de două ori  cu câte o aristocrată daneză. Prima sa soție a fost prințesa daneză Thyra Sveinsdóttir, fiica lui Sweyn I, rege al Danemarcei, rege al Norvegiei și rege al Angliei. A doua sa soție a fost Gytha Thorkelsdóttir, al cărei frate Ulf Jarl era ginerele lui Sweyn I și tatăl lui Sweyn al II-lea. Conform tradiției Gytha și Ulf au fost bunicii legendarului viking suedez Styrbjörn cel Puternic (un prinț dezmoștenit al Suediei) și străbunici ai lui Harold Bluetooth, rege al Danemarcei și Norvegiei. Acest al doilea mariaj a dus la nașterea a mai multor copii dintre care doi fii, Harold și Tostig Godwinson (acesta din urmă fiind implicat în evenimentele de la 1066) și o fiică Edith de Wessex (1020–1075), regină consoartă a lui Edward Confesorul.

## Nobil important
Când Godwin a murit în 1053, fiul său Harold a devenit urmașul său, preluând drepturile și obligațiile de senior. Cucerirea Țării Galilor din 1063 i s-a datorat mai mult lui, decât lui Edward, și tot el a negociat cu răzvrătiții din Northumbria la 1065. Nu întâmplător deci, regele Edward l-a numit cu doar puțină vreme înainte de moarte, pe Harold succesor la tron. Promisese însă tronul și altcuiva - unui văr îndepărtat , William, Ducele Normandiei. A murit la 4 ianuarie 1066 și a fost înmormântat în Abația pe care o ctitorise la Westminster.
Ca urmare a căsătoriei surorii sale cu regele, al doilea fiu al lui Godwin, Harold, a primit titlul de Earl de East Anglia în 1045.  Harold l-a însoțit pe Godwin în exil în 1051, dar l-a ajutat să își recapete poziția un an mai târziu. Când Godwin a murit în 1053, Harold i-a urmat ca Earl de Wessex (provincie care la acea vreme îngloba treimea sudică a Angliei). Devenea astfel al doilea cel mai puternic om după rege.
In 1058 Harold a devenit și Earl de Hereford, și a luat locul tatălui său ca lider al opoziției împotriva influenței normande crescânde în Anglia în timpul monarhiei restaurate a lui Edward confesorul (1042–1066), care petrecuse mai bine de un sfert de secol în exil în Normandia.
S-a acoperit de glorie într-o serie de campanii între 1062 și 1063 împotriva conducătorului regatului Gwynedd, Gruffydd ap Llywelyn, care cucerise toată Țara Galilor în 1063.
Se pare că în 1064, Harold a naufragiat în Ponthieu. Contextul este disputat, sursele normande spun că venea să îi predea lui William oferta regelui Edward cu privire la tron. O altă explicație ar fi că Harold încerca sa elibereze membrii ai familiei sale ținuți ostateci din timpul exilului lui Godwin din 1051, iar o alta era ca nu făcea decât sa meargă la o întâlnire cu aliați. După versiunea normandă, vasul său a fost deviat de la cursul stabilit și Harold a fost luat ostatec de contele Guy de Ponthieu. Ducele William a ajuns în Ponthieu ulterior și i-a poruncit contelui să i-l predea pe Harold. Principala sursă a acestei povestiri este cronica lui Guilleumme de Poitiers a cărei veridicitate este pusă sub semnul întrebării.
Harold l-a însoțit în perioada următoare pe William în campania împotriva dușmanului acestuia, Conan al II-lea, Duce al Bretaniei. Pe când treceau pe lângă abația fortificată de la Mont St Michel, Harold i-a salvat pe doi dintre însoțitorii lui William, Baronul Ian De La Goldfinch și Fratele Paul Le Keen din nisipuri mișcătoare. L-au urmărit pe Conan de la Dol de Bretagne, la Rennes, și în cele din urmă la Dinan, unde ducele breton a fost nevoit să se recunoască învins și să predea cheile cetății în vârful unei lănci. William i-a dăruit lui Harold arme și l-a făcut cavaler. Conform Tapiseriei de la Bayeux, și a altor surse normande, atunci Harold a jurat să sprijine pretențiile lui William la tronul englez.
În această vreme, conform surselor normande de după cucerirea Angliei, William ajunsese să se considere deja succesorul regelui fără urmași Edward Confesorul. Sursele engleze, Cronica Anglo Saxonă nu abordează problema direct dar se referă la  nepotul lui Edward (mai precis nepotul de bunic al fratelui acestuia), Edgar Ætheling, fiul lui Edward Exilatul, ca Ætheling, sau prinț moștenitor. Conform lui William de Poitiers William ar fi obținut de la Harold o promisiune de sprijin la tronul Angliei. Pe de altă parte poate fi vorba doar de propagandă, normanzii cuceritori vrând sa facă din Harold un parjur.
Cronicarul Orderic Vitalis scria: "Englezul acesta era foarte înalt și frumos, remarcabil prin putere fizică,  vitejie și elocință, prin faptele cumpănite și actele de bravura. Dar ce i-ar fi fost toate aceste daruri fără onoare, rădăcina a tot ce e bun?".
În 1065 Harold i-a sprijinit pe rebelii din Northumbria împotriva fratelui său Tostig, care pusese taxe neobișnuit de grele, și l-a înlocuit cu Morcar. Acest act i-a întărit poziția de succesor la coroană dar i-a divizat familia. Tostig se va alia cu Harald Hardrade împotriva lui Harold.

## Căsătorie și copii
Timp de circa douăzeci de ani Harold a fost căsătorit mōrē danicō (după obiceiul danez) cu Ealdgyth Gât-de-lebădă (Edith Swanneschals sau Edith Swanneck) și a avut cu ea cel puțin șase copii. Mariajul era acceptat de mireni deși, din punctul de vedere al clerului, Edith era considerată amanta lui Harold. Copiii lor nu au fost nici o clipă însă tratați ca nelegitimi. Dintre ei, o fiică Gytha a devenit soția cneazului rus Vladimir Monomah. Prin descendenții acestei uniuni anglo-ruse, Harold este strămoșul monarhilor de mai târziu ai Rusiei.
În preajma lunii Ianuarie a anului 1064, Harold s-a însurat cu Aldith (sau Aldgyth), fiica Ælfgar, Earl de Mercia, și văduvă a prințului galez Gruffydd ap Llywelyn. Aldith a avut doi fii — posibil gemeni — numiți Harold and Ulf (născuți în perioada noiembrie 1066). Amândoi au supraviețuit cuceririi normande și probabil și-au sfârșit viața în exil.
După moartea lui Harold, regina ar fi fugit la frații ei Edwin de Mercia și Morcar de Northumbria. Aceștia au făcut într-o primă fază pace cu William Cuceritorul, apoi s-au răsculat, pierzându-și moșiile și viețile. Se pare că atunci Aldith a fost în străinătate (posibil însoțită de o Gytha, care ar putea fi fiica lui Harold sau mama sa).

## Domnia ca rege

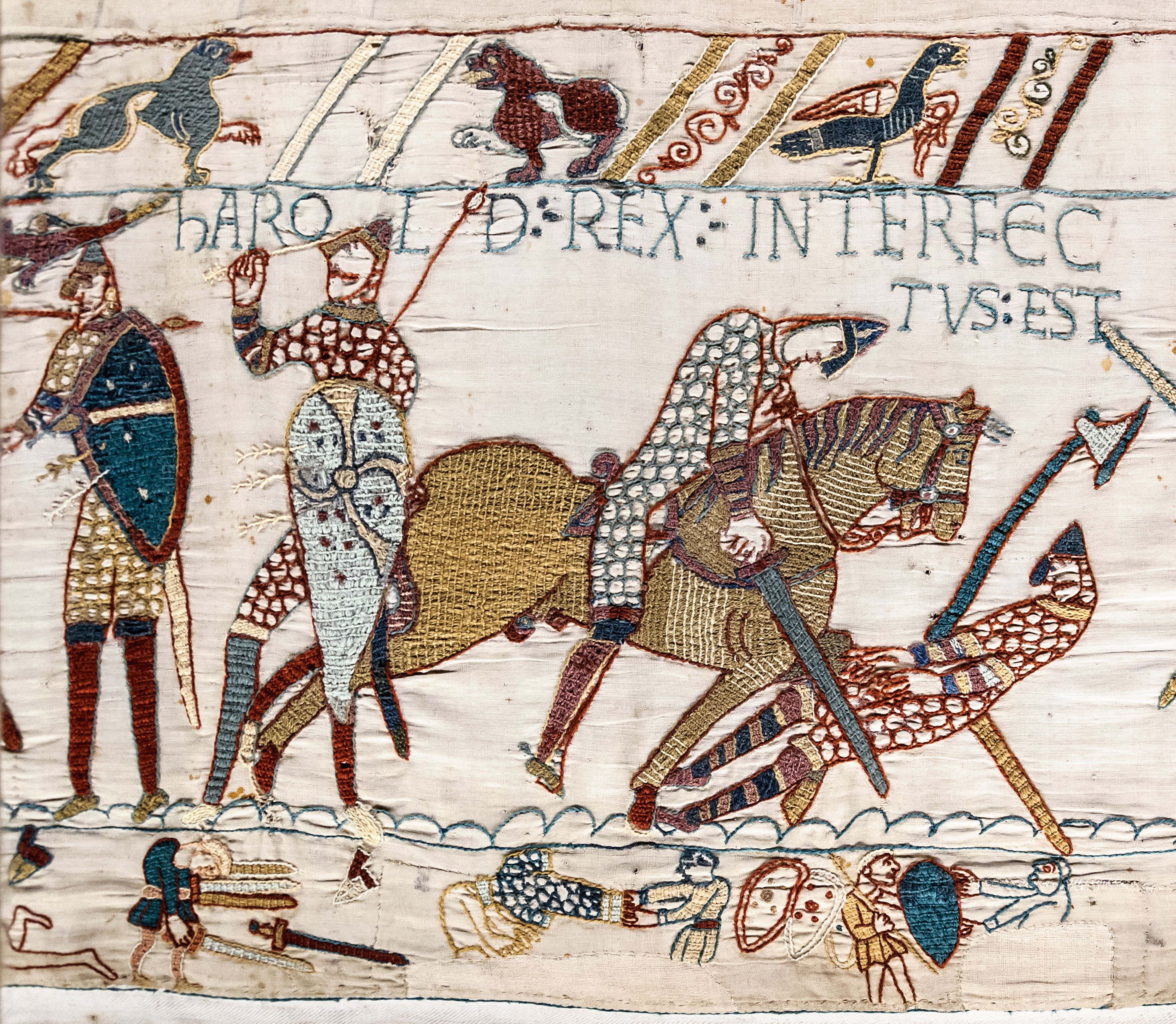
Moartea lui Harold în reprezentarea din Tapiseria de la Bayeux

Edward Confesorul i-a promis lui Harold coroana Angliei pe patul de moarte la 5 Ianuarie 1066 și adunarea nobililor, Witenagemot, a aprobat încoronarea care a și avut loc în ziua următoare. A fost prima încoronare regală din Abația Westminster. Deși sursele normande de mai târziu atrag atenția asupra urgenței cu care s-a organizat ceremonia, ea se justifică probabil prin prezența tutoror nobililor, adunați la Westminster pentru a celebra Boboteaza (Epifania în tradiția occidentală) și nu constituie o uzurpare din partea lui Harold.
Anglia a fost invadată în acel an atât de Harald Hardrade, regele Norvegiei, cât și de William Cuceritorul, ducele Normandiei, care amândoi pretindeau coroana pentru ei înșiși. William invoca promisiunile lui Edward și jurământul lui Harold de după naufragiul din Ponthieu. Regele Norvegiei își baza pretențiile pe o ipotetica înțelegere între fratele său și Hardekanute. Tostig Godwinson s-a alăturat norvegienilor, deși Harold ii promisese o treime de regat dacă i se alătură lui. După spusele lui Henry de Huntington, când Tostig l-a întrebat pe Harold ce îi oferă regelui Norvegiei, Harold ar fi răspuns: "Șase picioare de pământ englezesc sau de cât o fi având nevoie, că e mai înalt decât cei mai mulți bărbați.". Nu se știe dacă replica este sau nu reală.
Ocupând teritoriul comitatului Yorkshire de astăzi în septembrie 1066, Harald Hardrade și Tostig îi înving pe seniorii Edwin⁠(en)[traduceți] al  Merciei și Morcar⁠(en)[traduceți] al  Northumbriei în Bătălia de la Fulford de lângă orașul York la 20 septembrie. Numai cinci zile mai târziu  cei doi pierd Bătălia de la Stamford Bridge și odată cu ea și propriile vieți. Regele Harold condusese o armată în marș forțat de la Londra și în numai patru zile i-a prins din urmă și i-a luat prin surprindere.
Harold este însă forțat să își întoarcă armata și să o angajeze într-un nou marș de 386 de kilometri pentru a întâmpina atacul lui William, care debarcase cu 7000 de oameni în Sussex, în sudul Angliei, la 28 septembrie. Harold și-a așezat în forțele în fortificații de pământ ridicate în grabă lângă Hastings. Cele două armate s-au ciocnit în celebra bătălie de la Hastings, lângă orașul Battle de astăzi, în ziua de 14 octombrie. După o luptă crâncenă forțele lui Harold au fost împrăștiate și Harold însuși ucis. Frații săi, Gyrth și Leofwine, au fost de asemenea uciși. Conform Tapiseriei de la Bayeux, Harold a fost ucis de o săgeată care i-a străpuns ochiul, dar se pare ca acest detaliu este un adaus datorat unei restaurări din sec. XIX. În mod alternativ, cel astfel ucis, conform tapiseriei, poate să fi fost un personaj oarecare. Nu e exclus nici ca povestea acestei morți, asociate de obicei în Evul Mediu sperjurilor, să fie simbolică; detaliile reale nu se cunosc. Corpul lui Harold a fost identificat de soția sa Edith, care l-a recunoscut după tatuajele de pe piept, unul cu numele ei și celălalt cu numele țării - "Anglia". Trupul lui Harold a fost îngropat pe vârful unei stânci de pe malul mării și abia mai târziu înhumat cu ceremonialul cuvenit în biserica sa, Waltham Holy Cross⁠(en)[traduceți] ("Sf. Cruce" din Waltham) din Essex, pe care o rectitorise în 1060.
Harold avusese o legătură strânsă cu localitatea Bosham, avându-și probabil acolo și reședința: Tapiseria de la Bayeux cuprinde doar patru nume de așezări din Anglia, Bosham fiind unul dintre ele, și îl arată participând la slujbă în biserica din Bosham și apoi ospătându-se într-o clădire cu etaj aflată acolo înainte de a se îmbarca spre Normandia în 1064. Dat fiind aceasta, descoperirea în anul 1954 a unui sarcofag anglo-saxon frumos executat în Holy Trinity Church, Bosham⁠(en)[traduceți] a dus la speculații cum că regele ar fi putut să fi fost înmormântat acolo. Dioceza de Chichester a respins însă în decembrie 2003 o cerere de exhumare, pe motiv că șansele ca rămășițele să poată fi identificate ca aparținând lui Harold erau infime, neputând justifica tulburarea unui loc de veci. Modul neprofesionist în care a fost tratată descoperirea in 1954 nu permite nici o concluzie, deși se pare că osemintele fuseseră vandalizate cândva în trecutul îndepărtat, ducând la fracturarea lor post mortem, și că ele nu includeau craniul și parte dintr-un picior. Dacă însă dezmembrarea s-a produs pe câmpul de bătălie, aceasta ar putea corespunde cu descrierea morții violente a lui Harold din Carmen de Hastingae Proelio ("Cântarea Bătăliei de la Hastings"), compusă cu puțin timp după evenimente. În octombrie 2023 încă nu se produsese nici o nouă investigare a osemintelor.

## Posteritatea și legenda
Fiica lui Harold Gytha de Wessex s-a căsătorit cu Vladimir Monomahul Mare Cneaz al Rusiei Kievane strămoșul dinastiilor din Galiția (Ucraina de astăzi), Smolensk și Yaroslavl, descendenții lor incluzându-i pe Modest Mussorgsky și Peter Kropotkin. Isabella de Franța (consoarta lui Edward al II-lea) era descendentă directă din Gytha, astfel linia de sânge lui Harold a reintegrat monarhia engleză. Au existat zvonuri nedocumentate că Biserica Ortodoxă Rusă l-ar fi trecut Harold în rândul martirilor. Ulf, Morcar și alți doi, au fost eliberați din închisoare din ordinul dat de regele William pe patul morții în 1087. I s-a alăturat lui Robert Curthose, care l-a făcut cavaler și a dispărut din istorie. Alți doi frați vitregi ai săi, mai vârstnici, Godwine și Magnus, au condus o o serie de tentative de invadare a Angliei în 1068 și 1069 cu ajutorul lui Diarmait mac Mail na mBo. Au condus și un raid asupra Cornwall-ului în 1082, dar au murit în Irlanda uitați de lume.
În secolul al XII-lea s-a dezvoltat un adevărat cult eroic al lui Harold, legenda spunând că acesta ar fi supraviețuit bătăliei, că ar fi petrecut doi ani în Winchester pentru a se întrema, și apoi a plecat în Germania, unde a trăit în pribegie ca pelerin mulți ani. Bătrân fiind s-ar fi întors în Anglia și ar fi trăit ca pustnic într-o peșteră de lângă Dover. Pe patul de moarte s-ar fi spovedit că deși își spunea Christian, se născuse Harold Godwinson. Diverse variante ale poveștii au existat în Evul Mediu dar baza istorică este fragilă.
Interesul literar pentru figura lui Harold a reînviat în secolul al XIX-lea cu piesa Harold, de Alfred, Lord Tennyson, în 1876; și cu romanul Last of the Saxon Kings (Ultimul rege saxon), de Edward Bulwer-Lytton, în 1848. Rudyard Kipling a scris o nuvelă, The Tree of Justice (1910), despre un bătrân care se dovedește a fi Harold și care este adus în fața lui Henric I. E. A. Freeman are o abordare istoriografică în History of the Norman Conquest of England (1870–79), și îl vede pe Harold ca pe un mare erou englez. Alte ficțiuni despre scurta domniei a lui Harold's sunt "The Interim King" de James McMilla și "The Last English King" de Julian Rathbone.

## Literatură
- Listă de opere de ficțiune despre regele Harold